# Aleksandr Turchin
Alexander Genrikhovich Turchin (em russo: Алексaндр Гeнрихович Турчин, em bielorrusso: Аляксaндaр Гeнрыхавіч Турчын; Navahrudak, 2 de julho de 1975) é um político bielorrusso que atua como atual Primeiro-Ministro da Bielorrússia desde 10 de março de 2025 e antigo presidente do comitê executivo do Oblast de Minsk (3 de dezembro de 2019 – 10 de março de 2025). Anteriormente, ele serviu como primeiro vice-primeiro-ministro da Bielorrússia de 2018 a 2019.
Em 17 de dezembro de 2020, Turchin foi sancionado pela União Europeia. Albânia, Islândia, Liechtenstein, Montenegro, Macedônia do Norte, Noruega e Suíça alinharam-se a essas sanções. Turchin também está proibido de entrar no Reino Unido desde 18 de fevereiro de 2021.